# タイブス旗
タイブス旗（タイブスき、ᠲᠠᠶᠢᠫᠤᠰᠧ
ᠬᠣᠰᠢᠭᠤ）は、中華人民共和国内モンゴル自治区シリンゴル盟に位置する旗。地方政府は宝昌鎮にある。
シリンゴル盟中でも人口が比較的多く、漢民族が主体である。今なお地下水資源が豊富なため観光の聖地となっており、モンゴル人伝統の牧畜の他、農業も十分に発達する。農作物は食用油と野菜が主。近年は鉱山が発達し、金鉱で名高い。このほか、工業も一定の規模があり、食品、原材料工業が主である。

## 行政区画
5鎮、1ソム（蘇木）、1郷を管轄：
- 鎮：宝昌鎮、千斤溝鎮、紅旗鎮、駱駝山鎮、永豊鎮
- ソム：グンボラグ・ソム（貢宝拉格蘇木）
- 郷：幸福郷